# Перје
Перје је облик кожне израслине које је развијено код птица и специфично је само за птице. Перје је производ рожнатог слоја коже, слично као љуске код рептила, којима морофолошки највише наликују. Сачињена су од кератина, истог протеина који чини косу и нокте код људи или рогове код других животиња. Перје се сматра најсложенијим покровним творевинама код кичмењака и представљају прави пример комплексне еволутивне творевине. Оно је једно од карактеристика које разликује постојеће птице од других живих група животиња.
Иако перје покрива већи део тела птица, оно настаје само од одређених, добро дефинисаних, делова коже. Перје потпомаже лету, топлотној и хидроизолацији тела. Поред тога, обојеност перја потпомаже комуникацији и заштити птица. Плумологија је наука која се бави проучавањем перја.
Перје има бројне употребне, културне и религиозне намене. Перје је мекано и одлично задржава топлоту; стога се понекад користи у постељини високе класе, посебно у јастуцима, покривачима и душецима. Оно се користи и као пуњење за зимску одећу и постељину на отвореном, као што су прошивени капути и вреће за спавање. Доње перје од гуске и патке прижа сјајну подлогу. Оно има способност да се прошири из компримованог, ускладиштеног стања и да притом зароби велике количине издељеног, изолационог ваздуха. Перје великих птица (најчешће гусака) коришћено је и користи се за прављење пера за писање. Историјски гледано, лов птица ради украсног и ораменталног перја је угрозио неке врсте и помогао да се допринесе изумирању других. Данас се перје које се користи у моди и војним покривалима и одећи добија као отпадни производ живинарства, укључујући кокошке, гуске, ћурке, фазане и нојеве. Ово перје је обојено и њиме се манипулише како би се побољшао његов изглед, пошто је перје живине природно често безизразног изгледа у поређењу са перјем дивљих птица.

## Грађа
Свако перо се састоји од основне гране с које полазе хиљаде малих гранчица које су међусобно повезане тако да чине глатку површину пера. Глатка површина перја птицама омогућује да се лако крећу кроз ваздух током лета. Типично птичје перо има следеће морфолошке делове: осовину пера чини батрљица (scapus), која је на дужем горњем делу пуна и назива се стручак (rachis), на краћем доњем делу чини шупљу цев (calamus). На странама батрљице се у једној равнини налази заставица (vexillum), подељена њоме на спољашњи и унутрашњи део. Састављена је од бројних исперака 1. реда (rami) који су међусобно повезани исперцима 2. реда (radii), узајамно закаченим кукицама. Широка заставица пера чини потпорну плоху погодну за лет и добро штити пред губитком телесне топлоте.

## Употреба
Перје се може користити за пуњење јастука, прекривача, мадраца, врећа за спавање и сл. Такође се перје користи за украшавање, нпр. делова одећe, стрела, а у неким културама (амерички домороци) перје се користило и у религиозне сврхе. Некада се перје користило и за писање (писаћe перо). Велика пера могу користити лети и као средства за хлађење (лепезе).

## Еволуција

### Функционална разматрања
Функционални поглед на еволуцију перја традиционално се фокусирао на изолацију, лет и приказ. Открића нелетећих пернатих диносауруса из касне креде у Кини, међутим, сугеришу да лет није могао бити првобитна примарна функција, јер перје једноставно не би било у стању да обезбеди било какав облик подизања. Било је сугестија да је перје можда имало своју првобитну функцију у терморегулацији, хидроизолацији, или чак као депонија за метаболички отпад као што је сумпор. За недавна открића се тврди да подржавају терморегулаторну функцију, барем код мањих диносауруса. Неки истраживачи чак тврде да је терморегулација настала од чекиња на лицу које су коришћене као тактилни сензори. Иако је сугерисано да су перје еволуирале из рептилских крљушти, постоје бројне примедбе на ту идеју, а новија објашњења су произашла из парадигме еволуционе развојне биологије. Теорије о пореклу перја на основу љуске сугеришу да је равна структура на љусци модификована да би се развила у перје цепањем те да би се формирала мрежа; међутим, тај развојни процес укључује цевасту структуру која произлази из фоликула и цеви које се уздужно цепају да би се формирала мрежа. Број пера по јединици површине коже већи је код мањих птица него код већих птица, а овај тренд указује на његову важну улогу у топлотној изолацији, јер мање птице губе више топлоте због релативно веће површине сразмерно њиховој телесној тежини. Минијатуризација птица такође је играла улогу у еволуцији летења. Верује се да је боја перја еволуирала првенствено као одговор на полну селекцију. У фосилним примерцима паравијана Anchiornis huxleyi и птеросауруса Tupandactylus imperator, карактеристике су толико добро очуване да се може приметити структура меланозома (пигментних ћелија). Упоређивањем облика фосилних меланозома са меланосомима постојећих птица, могла би се одредити боја и шара перја на Anchiornis и Tupandactylus. Утврђено је да Anchiornis има перје са црно-белим шарама на предњим и задњим удовима, са црвенкасто-браон гребеном. Овај образац је сличан обојености многих постојећих врста птица, које користе боју перја за приказ и комуникацију, укључујући полну селекцију и камуфлажу. Вероватно је да су нептичје врсте диносауруса користиле шаре перја за сличне функције као модерне птице пре почетка лета. У многим случајевима, физиолошко стање птица (посебно мужјака) је назначено квалитетом њиховог перја, и то (женке) користе при избору партнера. Поред тога, када су поређени различити примерци Ornithomimus edmontonicus, утврђено је да старије јединке имају пенибрахијум (структуру налик крилу која се састоји од издуженог перја), док је млађе немају. Ово сугерише да је пенибрахијум био секундарна полна карактеристика и да је вероватно имао полну функцију.